# 馬場正昭
馬場 正昭（ばば まさあき、1955年 - ） は、日本の物理化学者。専門は量子化学、レーザー分子分光学。

## 人物・経歴
福岡県に生まれる。1973年福岡県立修猷館高等学校を経て、1977年京都大学理学部化学科を卒業、1979年同大学院理学研究科化学専攻修士課程、1981年同博士課程を修了。
1981年岡崎国立共同研究機構（現・自然科学研究機構岡崎共通研究施設）分子科学研究所電子構造研究系文部技官を経て、1986年神戸大学理学部化学科助手となり、1989年京都大学教養部化学教室助教授に転じ、1994年同総合人間学部自然環境学科助教授、2004年同大学院理学研究科化学専攻准教授を経て、2016年同教授に就任する。2020年退官、京都大学名誉教授。

## 著書
- 『基礎量子化学：量子論から分子をみる』（サイエンス社、2004年）
- 『新基礎化学：物質と分子を学ぼう』（学術図書出版社、2006年）
- 『教養としての基礎化学：身につけておきたい基本の考え方』（化学同人、2011年）
- 『化学がめざすもの』（廣田襄共著、京都大学学術出版会、2020年）